# Радкув
Радкув (пол. Radków), ранее Вю́ншельбург (нем. Wünschelburg [ˈvʏn.ʃl̩ˌbʊɐ̯k]) — город в Польше, входит в Нижнесилезское воеводство, Клодзский повят. Имеет статус городско-сельской гмины. Занимает площадь 15,07 км². Население 2508 человек (на 2004 год).

## Города-побратимы
- Добрушка, Чехия

## Галерея

Церковь Св. Доротеи
Церковь Св. Андрея
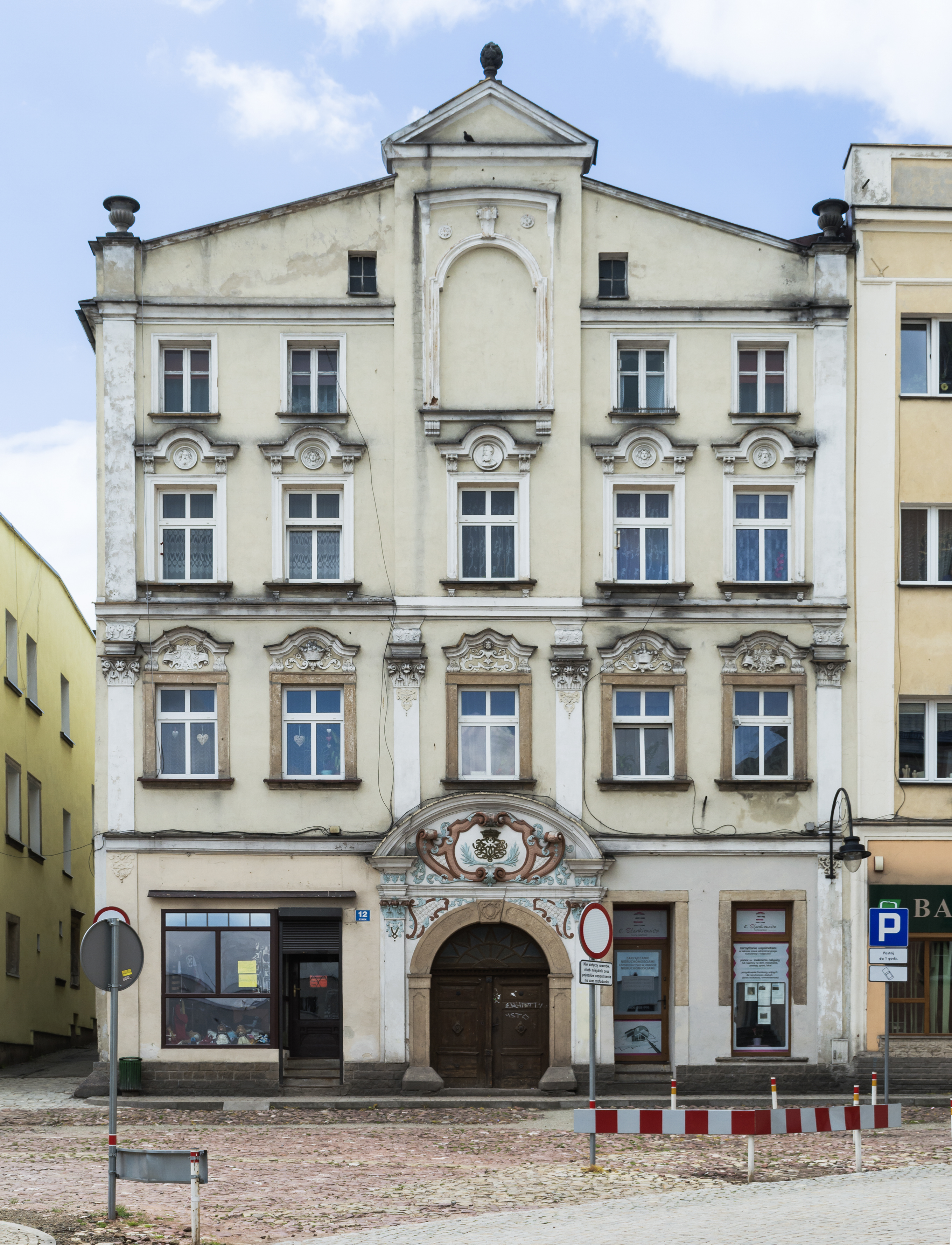
Старый дом
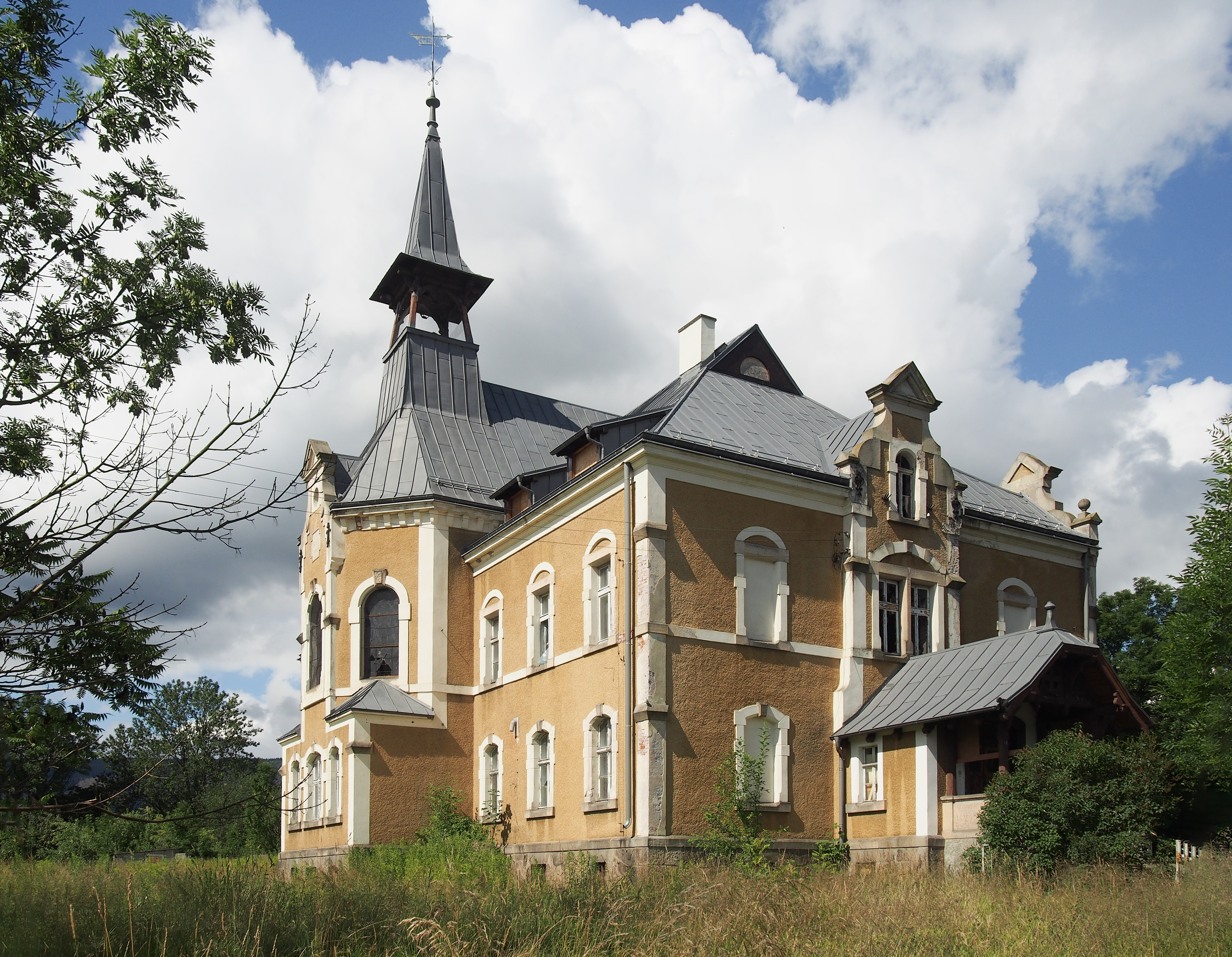
Старый дом
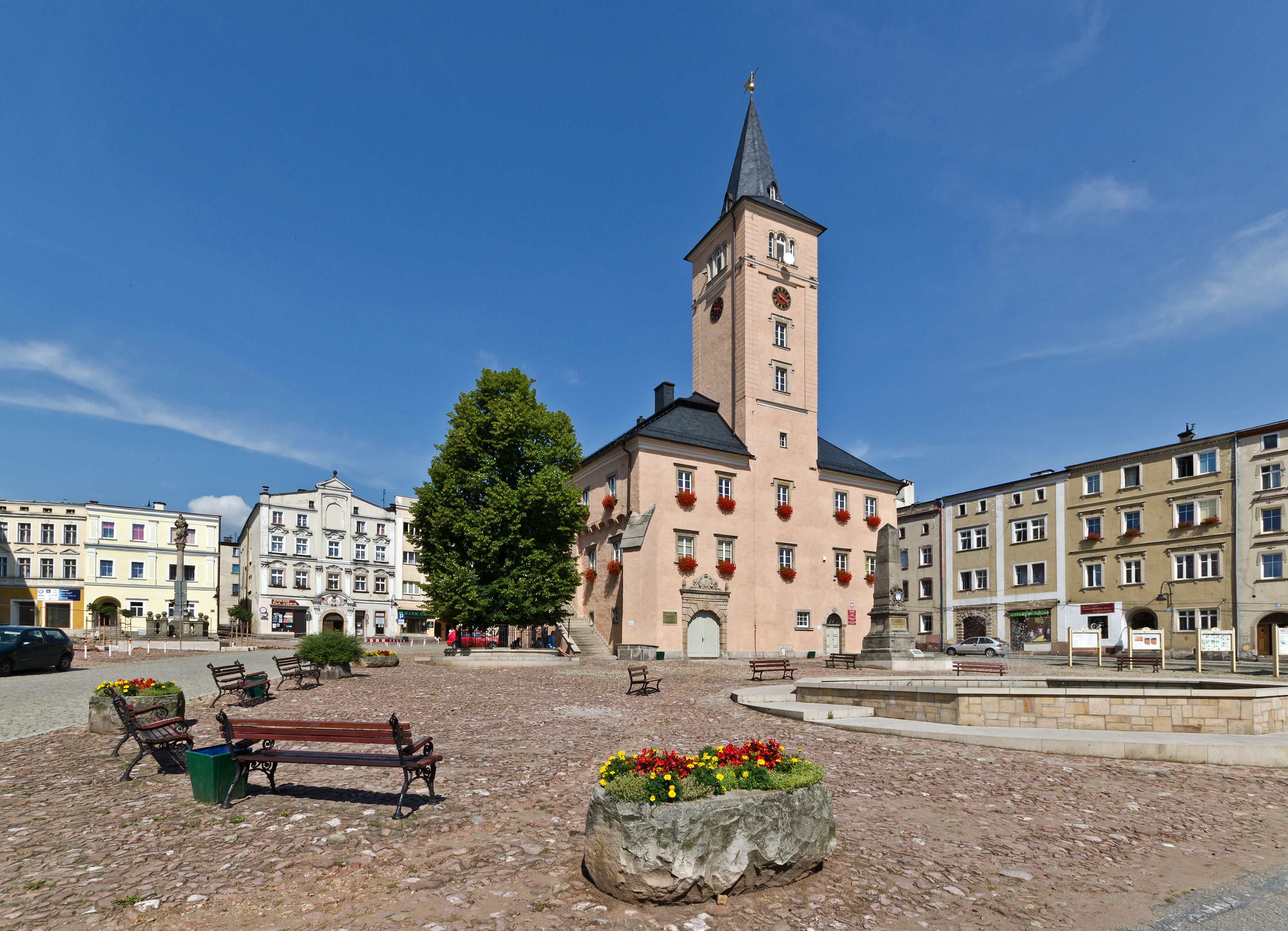
Ратуша и рыночная площадь
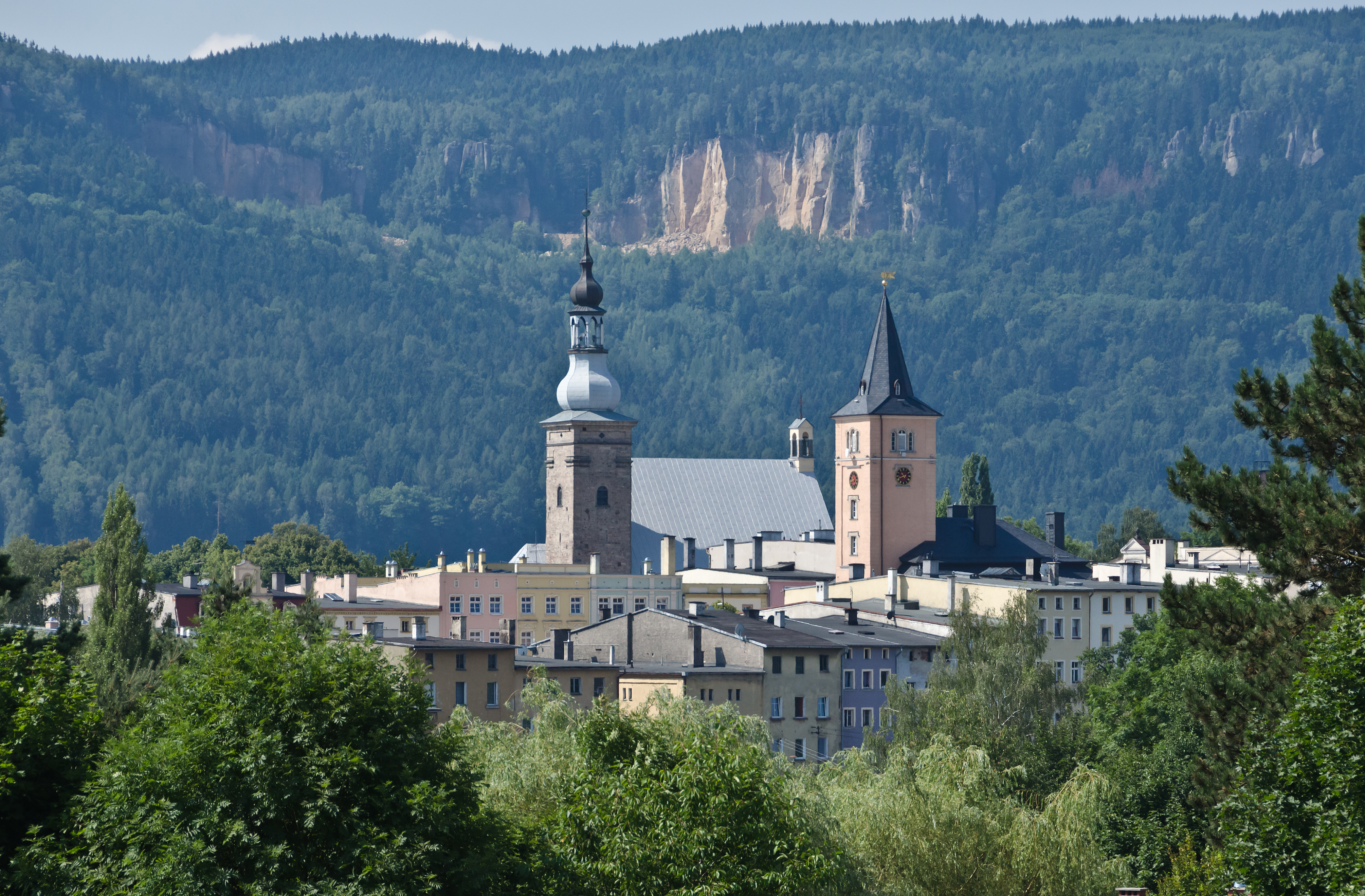
Вид на город
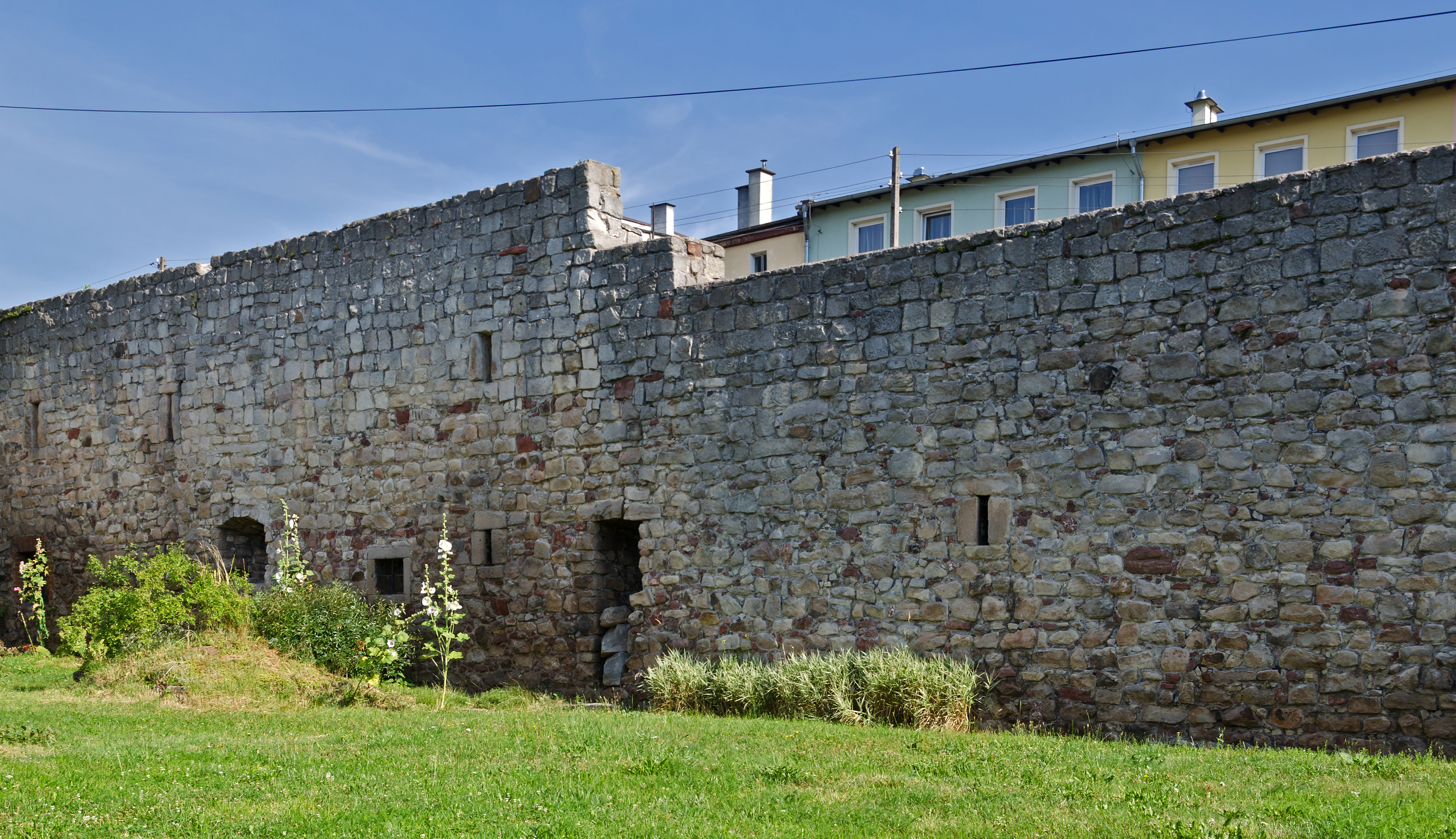
Старая городская стена